# 特拉维斯
崔維斯是一支苏格兰四人摇滚乐队，被认为是1990年代末英国最为优秀的传统摇滚乐队之一。他们的曲风以英倫搖滾（Britpop）、传统摇滚（British Trad Rock）、后垃圾（Post-Grunge）和成人另类流行／摇滚（Alternative Pop/ Rock）为主。

## 成员

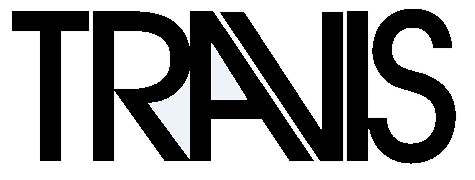
樂團標誌

自创始以来，崔維斯就一直有四名固定的成员：主唱Fran、吉他Andy、鼓手Neil和贝斯Dougie。4人中以Fran最小(1973年),其他几位都是1972年出生。
- 弗朗西斯·希利（Francis Healy）

主音兼吉他手。昵称“Fran”。是乐队的核心成员，同时负责大部分歌曲的创作。Travis最早也是由他提议组建的。他热心于公益活动，是让贫穷成为历史（Make Poverty History）运动的成员，曾经两次赴苏丹参与相关活动。
- 安迪·邓禄普（Andy Dunlop）

首席吉他手。乐队成立之初是Francis的同学。
- 道吉·佩恩（Dougie Payne）

贝司手。也是Francis的同学。
- 尼尔·普里姆罗斯（Neil Primrose）

鼓手。2002年他在游泳池中滑倒造成脊柱损伤，险些丧命。

## 简史
1990年乐队成立于苏格兰的格拉斯哥（Glasgow）。最早提出组团的是Francis。他的这一提议很快得到了同学Andy和Dougie的响应。据Francis本人说，他之所以提出组团是为了试一试自己的创作能力。不过当时乐队的名字叫玻璃洋葱（Glass Onion）
之后几年，乐队的成员们仅仅是把乐队的工作当成是一项业余爱好，并没有想过把音乐当作自己未来的事业。不过当乐队的成员们先后从学校毕业之后，他们开始郑重地考虑乐队的未来问题。期间，他们决定把乐队的名字改成现在的特拉维斯（Travis）。这个名字来源自德国著名导演文·溫德斯（Wim Wenders）的代表作之一——《德州巴黎》（Paris, Texas）中由哈里·迪恩·斯坦顿（Harry Dean Stanton）饰演的男主角Travis。在影片中，沉默寡言的Travis在沙漠中迷失了方向。他一直试图走出沙漠但是他却没有丝毫对过去的记忆。后来，他的弟弟找到了他，把他送回了过去的家与亲人团聚，并帮助他适应了文明世界的生活。
1996年，Travis终于凭借自己的努力获得了（Sony Music）的一纸合约。随后，为了乐队的长远发展，他们将创作基地从格拉斯哥搬到了伦敦。同年秋天，他们自己发行了第一张EP——All I Wanna Do Is Rock，这首歌曲被认为是他们早年传统摇滚曲风的代表作，主唱Francis嗓音的出色表现力和漂亮的吉他旋律让这首歌曲获得了广泛的好评。1997年，他们的第二首单曲U16 Girls也随后出炉。这两首歌曲和之后的Happy以及Tied to the '90s都被收录进了他们的第一张专辑Good Feeling。这张专辑发布后立即空降英国榜的前十位。
次年，Travis马不停蹄地选择与明星制作人奈杰尔·戈德里奇（Nigel Godrich）合作，制作Good Feeling之后的下一张专辑。在几个月的紧张创作和录制之后，他们的第二张专辑The Man Who在1999年正式发布。这张专辑的巨大成功几乎让前一张专辑Good Feeling的光芒黯然失色。这张唱片在全英创造了六白金的销量，名列专辑榜第一，其中的数首单曲如Writing To Reach You、Driftwood、Why Does It Always Rain On Me?在英国榜单上也取得了不俗的成绩。这张专辑也在不少音乐奖项上满载而归。
2001年，Travis的第三张专辑The Invisible Band在当年的英国和美国专辑榜上都获得了不错的席次（在英国榜上他们再一次获得了第一），其中的单曲Sing在英国单曲榜还取得了第三的成绩。2002年，乐队的鼓手Neil Primrose在游泳池中滑倒造成脊柱损伤，一度危及生命。由于这一不幸，乐队几乎面临解散的境地。不过最后乐队的成员们还是选择等待Neil Primrose的康复，继续他们的音乐之路。经过漫长的休整，乐队在2003年发行了第四张专辑12 Memories。2004年末，他们决定对自己9年来的音乐历程做一个小小的回顾——他们发行了第一张精选辑Singles，其中除了他们历年的经典单曲之外，还包括了一首新单曲Walking In The Sun。次年，这张精选辑由新索音乐中国部和上海声像在中国大陆引进发行，成为Travis第一张在中国大陆发行的唱片。
Travis一向热心于参与公益活动。2005年2月他们与Franz Ferdinand以及Mogwai等乐队一道参加了2004年印度洋大地震及海啸灾民的援助义演。2005年7月2日，他们参加了现场八方音乐会在英国伦敦海德公园的演出，4天后，他们又在八国峰会开幕前夕参加了现场八方音乐会在苏格兰爱丁堡（Edinburgh）的演出。
在2007年1月18日，酷玩樂團主音克里斯·馬汀(Chris Martin)在英國廣播公司的電台節目Zane Lowe中播出了Travis的新歌Big Chair。
數天後，在myspace的travis官方專頁的歌曲播放列中亦出現了此歌。'Battle', 'Open', 'Close'等文字出現在Travis的官方網站的首頁，加上在他們的myspace專頁上不斷更新播放的新曲（平均約一星期出現一首新歌），另一眾樂迷猜測新專輯推出的日子快到了。
及後，他們推出了新專輯The Boy With No Name並獲得廣泛好評，並在四月的Coachella Festival中演出，而新歌 Closer 更是大受歡迎。
2008年7月31日第一次到香港 (香港機場博覽館)  開唱。
2008年8月4日第一次到台灣 (台北縣新莊體育館) 開唱。
2016年7月26日，樂團再次帶著新作來台演出。

## 作品一览

### 专辑
1. Good Feeling （1997年发行） 英國專輯榜第9位
2. The Man Who （1999年发行） 英國專輯榜冠軍，美國專輯榜第135位
3. The Invisible Band （2001年发行） 英國專輯榜冠軍，美國專輯榜第39位
4. 12 Memories （2003年发行） 英國專輯榜季軍，美國專輯榜第41位
5. The Boy with No Name （2007年发行） 英國專輯榜第4位，美國專輯榜第58位
6. Ode to J.Smith（2008年发行）
7. Where You Stand（2013年发行）
8. Everything at Once (2016發行)

### 精选辑
- Singles （2004年发行） 英国专辑榜第四位

### 英国榜上榜单曲
- 专辑Good Feeling
  - 1997年 U16 Girls 英国单曲榜第40位
  - 1997年 All I Want to Do Is Rock 英国单曲榜第39位
  - 1997年 Tied to the 90's 英国单曲榜第30位
  - 1997年 Happy 英国单曲榜第38位
  - 1998年 More Than Us EP （包括More Than Us / Give Me Some Truth / All I Want to Do Is Rock / Funny Thing） 英国单曲榜第16位
- 专辑The Man Who
  - 1999年 Writing To Reach You 英国单曲榜第14位
  - 1999年 Driftwood 英国单曲榜第13位
  - 1999年 Why Does It Always Rain On Me? 英国单曲榜第10位
  - 1999年 Turn 英国单曲榜第8位
- 独立单曲
  - 2000年 Coming Around 英国单曲榜第5位
- 专辑The Invisible Band
  - 2001年 Sing 英国单曲榜第3位
  - 2001年 Side 英国单曲榜第14位
  - 2001年 Flowers in the Window 英国单曲榜第18位
- 专辑12 Memories
  - 2003年 Re-Offender 英国单曲榜第7位
  - 2004年 The Beautiful Occupation 英国单曲榜第46位
  - 2004年 Love Will Come Through 英国单曲榜第28位
- 精选辑Singles
  - 2004年 Walking In The Sun 英国单曲榜第20位

没有美国单曲榜前40位上榜单曲。

## 來源
1. ↑  memeonmusic. . MeMeOn Music. 2016-09-06  [2017-02-24]. （原始内容存档于2021-01-19）.

## 相关链接
- 官方网站 （页面存档备份，存于）
- Travis Bandnews （页面存档备份，存于）
- Travis.ography (with sound clips)
- Travis在myspace的專頁 （页面存档备份，存于）